# Paracrocidura schoutedeni
Paracrocidura schoutedeni är en däggdjursart som beskrevs av Heim de Balsac 1956. Paracrocidura schoutedeni ingår i släktet Paracrocidura och familjen näbbmöss. IUCN kategoriserar arten globalt som livskraftig. Inga underarter finns listade i Catalogue of Life.
Denna näbbmus förekommer i Afrika vid Guineabukten från Kamerun över Ekvatorialguinea och Gabon till Kongo-Brazzaville. En avskild population finns i södra Kongo-Kinshasa. Habitatet utgörs av tropiska regnskogar i låglandet.
Arten blir 65 till 90 mm lång (huvud och bål), har en 33 till 38 mm lång svans och väger 7 till 10 g. Paracrocidura schoutedeni har 10 till 13 mm långa bakfötter och 5,5 till 8 mm långa öron. Den korta och täta pälsen har en svartbrun färg. Näbbmusens svans är tjock.
Per kull föds en eller två ungar. Arten är ett viktigt byte för små rovlevande djur.